# Zékemzougou
Zékemzougou est un village du département et la commune rurale de Bingo, situé dans la province du Boulkiemdé et la région du Centre-Ouest au Burkina Faso.

## Éducation et santé
Le village accueille un centre de santé et de protection sociale (CSPS).
Le village possède deux écoles primaires publiques (bourg et Nakomtenga).